# Philocasca alba
Philocasca alba är en nattsländeart som beskrevs av Nimmo 1977. Philocasca alba ingår i släktet Philocasca och familjen husmasknattsländor. Inga underarter finns listade i Catalogue of Life.